# Valentina Čeplevičiūtė
Valentina Čeplevičiūtė (* 17. August 1954 in Vilkaviškis) ist eine litauische Journalistin.

## Leben
Nach dem Abitur 1972 an der Salomėja-Nėris-Mittelschule Vilkaviškis absolvierte sie 1979 das Diplomstudium der Journalistik an der Fakultät für Geschichte der Vilniaus universitetas. Von 1982 bis 1984 studierte sie weiter an der Abteilung für Journalistik der Komsomol-Hochschule Moskau.
Von 1973 bis 1982 arbeitete sie in der Lokalzeitung „Pergalė“ der Rajongemeinde Vilkaviškis und von 1984 bis 1989 in der Tageszeitung „Komjaunimo tiesa“, ab 1989 in der Tageszeitung „Respublika“. Von 2002 bis 2007 war sie Chefredakteurin der Tageszeitung „Lietuvos žinios“ und danach arbeitet sie im Magazin Veidas.